# ラウル1世・ド・リュジニャン
ラウル1世・ド・リュジニャン（Raoul Ier de Lusignan, 1160/5年 - 1219年5月1日）は、ユーグ・ド・リュジニャン（1169年没）の次男で、ユーグ8世・ド・リュジニャンの孫にあたる。ポワトゥーの有力貴族であり、エクソダン、メル、シゼ、シヴレーおよびラ・モテの領主。また、ウー女伯アリックスとの結婚により、ウー伯となった（在位：1191年ごろ - 1219年）。

## 生涯
ポワトゥー地方はフランス王とイングランド王の間で争われていたため、在地貴族は頻繁に寝返りを繰り返していた。1201年までラウル1世はイングランド王に忠誠を誓っていたが、その後フランス王側に寝返った。その後イングランド側に戻り、ブーヴィーヌの戦い（1214年）に参加した。イングランド王に対する貢献により、ラウル1世は1216年にヘイスティングスとティックヒルの領有を認められた。それ以前に、ラウル1世は騎士として第3回十字軍に参加し、その後再び第5回十字軍に参加し、帰還後に亡くなった。エクソダンのフォンブランシュ修道院に埋葬された。

## 結婚と子女
ラウル1世は1191年までにウー伯領の女子相続人であったアリックス（1180年頃 - 1246年）と結婚した。2人の間には以下の子女が生まれた。
- ラウル2世（1200年頃 - 1246年） - ウー伯[6]
- マティルド（1210年頃 - 1241年8月14日） - 2代ヘレフォード伯ハンフリー・ド・ブーンと結婚、スランソニー修道院に埋葬された。イングランド王ヘンリー8世王妃キャサリン・パーの先祖の一人[5]。

ラウル1世はエクソダン領主としてラウル・デクソダンとしても知られるが、ナミュール女侯マルグリット・ド・クルトネーと結婚した同時代のラウル・ディスーダンとは別人である。